# Tachina planiventris
Tachina planiventris är en tvåvingeart som först beskrevs av Macquart 1851.  Tachina planiventris ingår i släktet Tachina och familjen parasitflugor. Inga underarter finns listade i Catalogue of Life.